# بل كانتو

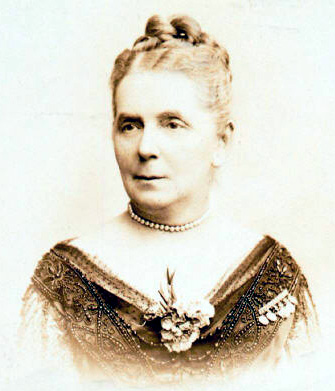

بل كانتو  (بالإيطالية: Bel canto)‏ (بالإيطالية: الغناء الجميل)، هي مصطلح موسيقي إيطالي، يعني «فن وعلم التقنيات الصوتية» أو أسلوب الغناء الجميل، نشأ في إيطاليا خلال أواخر القرن السابع عشر ووصل ذروته في مطلع القرن التاسع عشر خلال حقبة البل كانتو. أحسن من مثل هذا في مسرحياتهم: روسيني (1792-1868)، بيلليني (1801-1835) ودونيزيتي (1797-1848)، صُقل هذا الأسلوب في الفترة ما بين العامين 1810 و1830.